# Compsoctena lycophanes
Compsoctena lycophanes är en fjärilsart som beskrevs av Edward Meyrick 1924. Compsoctena lycophanes ingår i släktet Compsoctena och familjen Eriocottidae. Inga underarter finns listade i Catalogue of Life.